# Casitérides

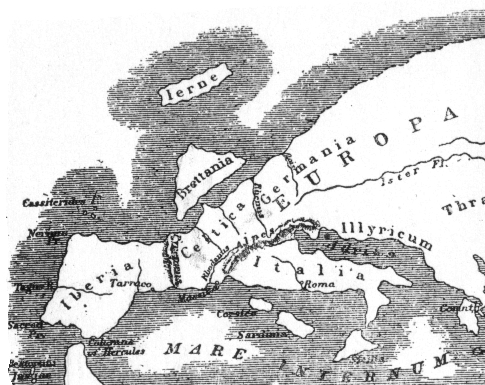
Europa según Estrabón con la localización de las islas Casitérides.

Casitérides es el nombre con el que los griegos antiguos denominaron los centros productores de estaño (kassiteros) situados en el Extremo Occidente.
Plinio el Viejo en su Historia Natural señala que el primer griego que accedió a las Casitérides fue Midácrito, personaje del que no sabemos nada más. Se cree que los fenicios ya conocían la ruta del estaño o de las Casitérides, unas rutas que los cartagineses habrían mantenido oculta hasta época romana, por su importancia.
Su localización exacta no está clara, aunque es muy probable que el topónimo se hubiera ido desplazando hacia el Norte, desde Galicia a Bretaña y de aquí a Gran Bretaña, conforme iban siendo descubiertos nuevos centros extractores de estaño.

## Islas Casitérides
Casitérides (islas del estaño, del griego Κασσίτερος / Kassiteros) es el nombre utilizado en la geografía antigua para definir algunas islas que se consideraban ubicadas en una zona lejana, en los confines occidentales de las costas europeas.

## El conocimiento de los geógrafos antiguos
Heródoto (430 a. C.) ya había llegado a conocer algo sobre estas islas. Autores como Posidonio, Diodoro Siculo, Estrabón y otros las definen como pequeñas islas a lo largo de la costa noroeste de Hispania en las que existían yacimientos de estaño y, según Estrabón, también de plomo. Según un pasaje de Diodoro su nombre provenía de la cercanía de estas con la zona noroccidental de Hispania. Estas islas son nombradas también por Ptolomeo y Dionisio Periegeta: el primero se refiere 
a 10 islotes en el área noroccidental de España, lejos de las costas y que están dispuestas de manera simbólica en forma de anillo; el segundo las nombra en relación con las islas Hespérides.

## Las Casitérides y las rutas del estaño
En una época en la que aún el conocimiento geográfico de las tierras de Occidente era muy incompleto, y los secretos del comercio del estaño eran algo accesible solo para los marineros de Cádiz y para otros que trabajaban con el metal, los griegos solo sabían que el estaño llegaba a sus puertos a través de las rutas marítimas que partían desde el oeste, así que la idea de que existieran islas productoras de estaño se impuso fácilmente. Hay un fragmento de Estrabón donde se habla del comercio del estaño en relación con los gaditanos:  “Las islas Kassiterides son en número de diez, todas ellas muy cercanas entre sí y sitas hacia el norte del Puerto de los Artabroi, en plena mar(...)
Viven, en general, del producto de sus ganados, a la manera de los pueblos nómadas. Tienen metales de estaño y plomo, y los cambian, así como las pieles de sus bestias, por cerámica, sal y utensilios de bronce que les llevan los mercaderes. En un principio este comercio era explotado 
únicamente por los phoinikes desde Gadeira, quienes ocultaban a los demás las rutas que conducía a estas islas. Cierto navegante, viéndose seguido por los rhomaioi, que pretendían conoce la ruta de estos emporios, varó voluntariamente por celo nacional en un bajo fondo,
donde sabía que habrían de seguirle los rhomaioi, pero habiendo logrado salvarse el de este naufragio general, le fueron indemnizadas por el Estado las mercancías que perdió. Pero los rhomaioi, a fuerza de numerosos intentos, acabaron por descubrir la ruta de estas islas”.
Siendo muy importante la industria del bronce en Pilo, se puede pensar que allí tuvo lugar una actividad transformadora de materia prima como son el cobre y el estaño, materiales que interesaban a los griegos y a los micénicos para fabricar armas y utensilios.
Iban a buscar el estaño a Etruria, en la península itálica, a la península ibérica y a las islas británicas. Los eubeos establecieron colonias en Occidente, Calcis y Eritria, en unos lugares estratégicos para el comercio con Etruria y utilizaban el estrecho de Mesina para proteger sus embarcaciones. Todo esto para lograr el monopolio por parte de los eubeos del hierro, del cobre y del estaño que estaba en Etruria pero era originario de lugares aún más remotos. Luego, cuando se exploró y se conoció mejor el occidente llegamos a saber que el estaño en realidad era originario de dos regiones: España noroccidental y Cornualles.
Pues ninguna de estas regiones puede ser definida como una pequeña isla o puede ser colocada a lo largo de la costa noroeste de España, así que los geógrafos griegos y romanos no las identificaron con las Casitérides. Las presuntas islas fueron vistas como una tercera, que aún no se conocía de manera detallada, fuente esta misma de estaño, diferente de España o Britania.

## Hipótesis de identificación
El archipiélago de las islas Sorlingas a menudo es puesto en relación con las islas Casitérides. Se han hecho muchos esfuerzos para que pudieran ser identificadas por fin. Muchos autores modernos han propuesto las soluciones siguientes: pequeñas islas a lo largo de la costa noroccidental de España, los promontorios de la misma costa, islas Sorlingas, Cornualles, las islas británicas en su totalidad, pero ninguna de estas es apta para las hipótesis. No son aptas las islas españolas y tampoco las islas Sorlingas porque no contienen grandes cantidades de estaño.
Pues, parece más probable que el nombre de las Casitérides sea la primera idea que podían tener los griegos sobre el origen del estaño: lugares que se hallan en ultramar, en la Europa occidental, o por encima de sus remotos confines occidentales, es decir al norte de estos.